# Ma Duanbin
Ma Duanbin (chiń. 马端斌; ur. 28 marca 1990) – chiński judoka. Olimpijczyk z Río de Janeiro 2016, gdzie zajął dziewiąte miejsce w wadze półlekkiej.
Uczestnik mistrzostw świata w 2010, 2014, 2015, 2019. Startował w Pucharze Świata w 2011, 2015 i 2016. Zajął siódme miejsce na igrzyskach azjatyckich w 2014. Drugi na uniwersjadzie w 2011 roku.

## Letnie Igrzyska Olimpijskie 2016
| Konkurencja | Eliminacje             | Eliminacje              | Klas. końcowa |
| Konkurencja | Przeciwnik I           | Przeciwnik II           | Miejsce       |
| ----------- | ---------------------- | ----------------------- | ------------- |
| 66 kg       | Anass Houssein (DJI) Z | Masashi Ebinuma (JPN) P | 9.            |